# Ciconiídeos
Ciconiídeos ou ciconídeos são aves pernaltas grandes, de pernas longas e pescoço comprido, com bicos longos e robustos. Pertencem à família denominada Ciconiidae, e compõem a ordem Ciconiiformes /sᵻˈkoʊni.ᵻfɔrmiːz/. Ciconiiformes incluía anteriormente várias outras famílias, como garças e íbis, mas essas foram movidas para outras ordens.
Os ciconiídeos vivem em muitas regiões e tendem a viver em habitats mais secos do que as garças, colhereiros e íbis estreitamente relacionados; eles também não têm o pó que esses grupos usam para limpar o lodo de peixe. Bill-clattering é um importante modo de comunicação no ninho. Muitas espécies são migratórias. A maioria dos ciconiídeos come rãs, peixes, insetos, minhocas, pequenos pássaros e pequenos mamíferos. Existem dezenove espécies vivas de ciconiídeos em seis gêneros.
Os ciconiídeos tendem a usar o voo planado, que economiza energia, já que subir requer correntes de ar térmicas. O famoso álbum de fotografias de cegonhas de Ottomar Anschütz, de 1884, inspirou o design dos planadores experimentais de Otto Lilienthal no final do século XIX. Os ciconiídeos são pesados, com grande envergadura: a cegonha marabu, com envergadura de 3,2 metros e pesando até 8 quilos, junta-se ao condor andino por ter a maior envergadura de todas as aves terrestres vivas.

## Na ficção
As cegonhas têm muitas histórias ao seu redor, como nas fábulas de Esopo (século VI a.C.) O Fazendeiro e a Cegonha e A Raposa e a Cegonha. A primeira fábula começa com um fazendeiro arando seus campos, semeando suas sementes e estendendo suas redes. Essas redes pegam vários grous que pulavam atrás dele pegando a semente. Junto com os grous presos em sua rede, o fazendeiro descobriu uma cegonha com uma perna quebrada. A cegonha implorou ao fazendeiro que poupasse sua vida, argumentando que não era um grou, mas uma cegonha. Ele apontou para suas penas e disse ao fazendeiro que elas não se pareciam nem um pouco com as penas de uma garça. O fazendeiro riu da cegonha e disse: "Eu te peguei com esses ladrões, os grous, e você deve morrer na companhia deles."
Um eufemismo comum é que as cegonhas entregam os bebês às suas mães, em vez de as mães darem à luz.
As cegonhas desempenham um papel proeminente no longo conto de fadas de Hans Christian Andersen, "A Filha do Rei do Pântano".